# Phloeospora oxyacanthae
Phloeospora oxyacanthae är en svampart som först beskrevs av Kunze & J.C. Schmidt, och fick sitt nu gällande namn av Carl (Karl) Friedrich Wilhelm Wallroth 1833. Phloeospora oxyacanthae ingår i släktet Phloeospora och familjen Mycosphaerellaceae.   Inga underarter finns listade i Catalogue of Life.